# (33116) 1998 BO12
1998 BO12 (asteroide 33116) é um asteroide da cintura principal. Possui uma excentricidade de 0.16517020 e uma inclinação de 7.60612º.
Este asteroide foi descoberto no dia 23 de janeiro de 1998 por LINEAR em Socorro.